# Yang Kyong-il
Yang Kyong-Il (양경일?; Pyongyang, 7 agosto 1989) è un lottatore nordcoreano, specializzato nella lotta libera.

## Palmarès

### Olimpiadi
- 1 medaglia:
  - 1 bronzo (Londra 2012 nei 55 kg)

### Mondiali
- 2 medaglie:
  - 2 ori (Herning 2009 nei 55 kg; Tashkent 2014 nei 57 kg)

### Giochi asiatici
- 1 medaglia:
  - 1 argento (Cina 2010 nei 55 kg)

### Campionati asiatici
- 4 medaglie:
  - 1 oro (Uzbekistan 2011 nei 55 kg)
  - 2 argenti (Corea del Sud 2009 nei 55 kg; India 2013 nei 55 kg)
  - 1 bronzo (India 2010 nei 55 kg)